# Giletinci
Giletinci is een plaats in de gemeente Cernik in de Kroatische provincie Brod-Posavina. De plaats telt 297 inwoners (2001).